# نیوتن (فیلم)
نیوتن (به هندی: Newton) فیلمی محصول سال ۲۰۱۷ و به کارگردانی آمیت وی. ماسورکار است. در این فیلم بازیگرانی همچون راجکومار رائو، پانکاج تریپاتی، آنجالی پاتیل، راغوبیر یاداو ایفای نقش کرده‌اند.